# Nicole Brändli
Nicole Brändli-Sedoun (nascida em 18 de junho de 1979) é uma ciclista de estrada profissional suíça. Por três vezes venceu o Giro d'Italia Femminile. Foi campeã nacional de estrada em 2001, 2002 e 2003.